# سوخور مروتی
سوخور مروتی، روستایی از توابع بخش گواور شهرستان گیلانغرب در استان کرمانشاه ایران است.

## جمعیت
این روستا در دهستان حیدریه قرار دارد و براساس سرشماری مرکز آمار ایران در سال ۱۳۸۵، جمعیت آن ۳۸۸ نفر (۸۶خانوار) بوده‌است.